# Anopheles nero
Anopheles nero är en tvåvingeart som beskrevs av Carl Ludwig Doleschall 1857. Anopheles nero ingår i släktet Anopheles och familjen stickmyggor. Inga underarter finns listade i Catalogue of Life.